# Charles Woodson
Charles Woodson (Fremont, Ohio, Estados Unidos, 7 de octubre de 1976) es un exjugador profesional de fútbol americano de la National Football League , jugaba en la posición de Cornerback con el número 24.

## Carrera deportiva
Charles Woodson proviene de la Universidad de Míchigan y fue elegido en el Draft de la NFL de 1998, en la ronda número 1 con el puesto número 4 por el equipo Oakland Raiders.
Ha jugado en los equipos Green Bay Packers y Oakland Raiders.

## Estadísticas generales
| Tackles | Fumbles forzados | Intercepciones |
| 65      | 1                | 60             |